# Flaga Kamieńca Podolskiego
Flaga Kamieńca Podolskiego – prostokątny płat tkaniny o barwie błękitnej. 
Na środku flagi umieszczony jest herb Kamieńca Podolskiego, który przedstawia złote słońce z 16 promieniami.